# Johannes Mörtsell
Johannes Mörtsell (i riksdagen kallad Mörtsell i Malå och Mörtsell i Stensele), född 4 december 1824 i Mörttjärn i Malå socken (då Arvidsjaurs församling) i Västerbottens län, död 3 juli 1888 i Uppsala, var en svensk skollärare, präst och riksdagsman. Han gifte sig 1859 med Eva Catharina Westerlund, dotter till prästen i Arvidsjaur Gustaf Westerlund. 
Johannes Mörtsell studerade vid Piteå trivialskola och Härnösands folkskoleseminarium, där han avlade folkskollärarexamen 1846. Han arbetade därefter som lärare i Arvidsjaur och Örträsk. Mörtsell var mycket kunnig i samiska och biträdde 1852–1854 prosten N.J. Sundelin i Lycksele med en ny översättning av nya testamentet till samiska. Han översatte också ett stort antal psalmer till samiska. 1862 prästvigdes han på dispens, utan studentexamen och universitetsstudier. Senare samma år blev Mörtsell vikarierande kapellpredikant i Malå församling och fungerade under perioden 1866–1872 dessutom som tillförordnad kyrkoherde i Sorsele församling, eftersom den ordinarie kyrkoherden Anders Fjellner hade allvarliga synproblem. 1875 blev Mörtsell ordinarie kapellpredikant i Malå och tillträdde sedan som kyrkoherde i Stensele församling 1884. Åren 1879–1881 var Mörtsell riksdagsman i andra kammaren som representant för Västerbottens läns norra domsaga.
Mörtsell hade ett särskilt intresse för samerna. Han fanns med då Lapska missionens vänner bildades 1880, men fick inte fortsätta samarbetet p.g.a. hans Waldenströmska sympatier. Mörtsell skrev till det nybildade Svenska Missionsförbundet vilket föranledde SMF att besluta i 1880 om missionärer till Lappland och gav också stöd till den missionen.De första tre missionärerna kom samma år till Malå och lästa samiska för Mörtsell.
År 1888 avled Johannes Mörtsell i Uppsala av vad man då kallade för progressiv spinal muskelatrofi. Han anses numera vara den tidigaste dokumenterade ALS-patienten i Norden. 
Många fler i den stora släkten kom att drabbas av samma sjukdom som därför har kallats för Mörtsell-sjukan. Mörtsells ättlingar är den i särklass största kända ALS-släkten i världen.